# Placencia
Placencia (engelska: Placentia Village) är en ort i Belize.   Den ligger i distriktet Stann Creek, i den södra delen av landet, 90 km sydost om huvudstaden Belmopan. Placencia ligger 11 meter över havet och antalet invånare är 4 300.
Terrängen runt Placencia är mycket platt. Havet är nära Placencia åt sydost. Trakten är glest befolkad. Placencia är det största samhället i trakten. 